# Cryptoscatomaseter paulseni
Cryptoscatomaseter paulseni är en skalbaggsart som beskrevs av Robert Warner och Paul E.Skelley 2006. Cryptoscatomaseter paulseni ingår i släktet Cryptoscatomaseter och familjen Aphodiidae. Inga underarter finns listade i Catalogue of Life.